# El conciertazo
El conciertazo va ser un programa de televisió espanyol dedicat al entreteniment educatiu musical, produït per Televisió Espanyola (TVE) i dirigit per Fernando Argenta. L'espai, especialitzat en música clàssica, es va emetre els dissabtes al matí des de 2000 fins a 2009, primer en La Primera i després en La 2.

## Història
El programa pretenia acostar la música clàssica al públic infantil amb un estil desenfadat i amè, de manera similar a l'espai divulgatiu Clásicos populares de RNE. Mentre l'orquestra interpretava peces en directe, el públic de l'escenari podia interactuar a través de concursos i jocs relacionats amb el que veien, mitjançant els quals s'ensenyaven conceptes bàsics de la música. Normalment el públic estava compost per alumnes de col·legis i instituts.
L'orquestra titular durant els nou anys d'emissió va ser l'Orquestra i Cor Filharmonia, dirigida habitualment per Pascual Osa. No obstant això, en els primers programes es va recórrer a l'Orquestra Simfònica de RTVE sota la batuta de Enrique García Asensio, un dels pioners de la divulgació musical. Al costat de Fernando Argenta van col·laborar altres rostres habituals d'RTVE com Araceli González Campa.
Durant la seva emissió ha estat guardonat amb el Premi de l'Acadèmia de Televisió (2001), el Premi Ondas al millor programa infantil (2002), i un reconeixement del Festival de Televisió de Montecarlo.
El conciertazo va deixar d'emetre's en 2009, poc després que Argenta marxés d'RTVE, si bé en el Nadal d'aquell mateix any es va realitzar un últim programa especial, al costat de la Jove Orquestra Simfònica de Valladolid i Ernesto Monsalve, des del Centro Cultural Miguel Delibes de Valladolid. Aquest va ser l'últim programa d'Argenta, el lloc del qual va ser ocupat per El club del Pizzicato, presentat pel violinista Ara Malikian.